# Banque de réserve de la Nouvelle-Zélande
La Banque de réserve de Nouvelle-Zélande (en anglais : Reserve Bank of New Zealand, RBNZ ; en maori de Nouvelle-Zélande : Te Pūtea Matua) est la banque centrale de la Nouvelle-Zélande. Elle a été créée sous sa forme actuelle en 1934, par le ministre des Finances Gordon Coates, en application de la loi introduite par son prédécesseur Downie Stewart,. Son siège est basé à Wellington.

## Histoire
La Banque de réserve de Nouvelle-Zélande a été créée le 1er août 1934 par la loi de 1933 sur la Banque de réserve de Nouvelle-Zélande. La Banque de réserve a émis ses premiers billets de banque en 1934 (voir la livre néo-zélandaise).
La loi de 1989 sur le contrôle bancaire (surveillance prudentielle), entrée en vigueur en février 1990, a permis à la Banque de réserve de devenir indépendante du contrôle gouvernemental dans le rôle de la RBNZ en matière de gestion de la politique monétaire, en introduisant un mandat de ciblage de l'inflation. La Nouvelle-Zélande a été le premier pays au monde à expérimenter ce régime, qui a ensuite été adopté par d'autres pays.
La loi de 2008 portant modification de la Banque de réserve de Nouvelle-Zélande a apporté des modifications à la BPSA de 1989, notamment l'introduction d'exigences de fonds propres pour les établissements de dépôt.
Le sixième gouvernement travailliste de Nouvelle-Zélande a adopté la loi de 2018 portant modification de la politique monétaire de la Banque de réserve de Nouvelle-Zélande, qui a créé le comité de politique monétaire de la banque et a codifié l'« emploi maximal durable » comme objectif de la politique monétaire, parallèlement à la stabilité des prix. Le sixième gouvernement national de Nouvelle-Zélande a adopté la loi de 2023 portant modification de la politique économique de la Banque de réserve de Nouvelle-Zélande, supprimant l'objectif d'« emploi maximal durable »,.
En 2021, le gouvernement a adopté la loi de 2021 sur la Banque de réserve de Nouvelle-Zélande, qui a créé un nouveau conseil de gouvernance statutaire, nommé par le gouverneur général de Nouvelle-Zélande sur avis du gouvernement et du gouverneur de la Banque de réserve. La loi de 2021 sur la Banque de réserve de Nouvelle-Zélande a également désigné le Trésor néo-zélandais comme organe de surveillance externe de la banque, a exigé que celle-ci publie annuellement ses prévisions de performance et ses rapports de gestion des risques financiers, et a établi un nouveau cadre de coordination des réserves de change.
L’année 2021 a également vu l’adoption de la loi sur les infrastructures des marchés financiers de 2021.

## Liste de gouverneurs
| Rang | Nom                      | Mandat                                  |
| ---- | ------------------------ | --------------------------------------- |
| 1er  | Leslie Lefeaux           | (1er janvier 1934 – 31 décembre 1940)   |
| 2e   | William Fox Longley Ward | (1er février 1944 – 8 juillet 1948)     |
| 3e   | Edward Coldham Fussell   | (21 juillet 1948 – 20 juillet 1962)     |
| 4e   | Gilbert Wilson           | (21 juillet 1962 – 20 juillet 1967)     |
| 5e   | Alan Low                 | (21 juillet 1967 – 31 août 1973)        |
| 6e   | Henry Lang               | (1er septembre 1973 - 11 février 1977)  |
| 7e   | Raymond W. R. White      | (12 février 1977 – 11 février 1982)     |
| 8e   | Dick L. Wilks            | (12 février 1982 – 17 mai 1984)         |
| 9e   | Spencer Russell          | (18 mai 1984 – 31 août 1988)            |
| 10e  | Don Brash                | (1er septembre 1988 – 26 avril 2002)    |
| 11e  | Alan Bollard             | (23 septembre 2002 – 25 septembre 2012) |
| 12e  | Graeme Wheeler           | (26 septembre 2012 – 27 septembre 2017) |
| 13e  | Grant Spencer            | (octobre 2017 - mars 2018)              |
| 14e  | Adrian Orr               | (27 mars 2018 – 5 mars 2025)            |
| 15e  | Christian Hawkesby       | (6 mars 2025 – Présent)                 |